# هنری اوبرهولزر
هنری اوبرهولزر (انگلیسی: Henry Oberholzer; ۱۲ آوریل ۱۸۹۳ – ۲۰ مارس ۱۹۵۳) ژیمناست هنری اهل بریتانیا بود.